# Emma gaala
Gli Emma gaala sono dei premi musicali che si tengono annualmente in Finlandia, organizzati in collaborazione con la Musiikkituottajat, l'industria musicale finlandese, a partire dal 1983.

## Categorie

### Categorie principali
- Artista dell'anno
- Gruppo dell'anno
- Artista o gruppo finlandese dell'anno
- Album dell'anno
- Rivelazione dell'anno
- Canzone dell'anno
- Video musicale dell'anno
- Produttore dell'anno
- Album domestico più venduto dell'anno
- Canzone domestica più venduta dell'anno
- Canzone straniera più venduta dell'anno

### Categorie di genere
- Pubblicazione pop dell'anno
- Pubblicazione rock dell'anno
- Pubblicazione metal dell'anno
- Pubblicazione rap/R&B dell'anno
- Album jazz dell'anno
- Album etnico dell'anno
- Album di musica classifica dell'anno
- Album di musica per bambini dell'anno

### Categorie speciali
- Esportazione dell'anno
- Erikois-Emma
- Kultainen-Emma